# 2029
2029 (MMXXIX) va fi un an obișnuit al calendarului gregorian, care va începe într-o zi de luni. Va fi al 2029-lea an de d.Hr., al 29-lea an din mileniul al III-lea și din secolul al XXI-lea, precum și al 10-lea și ultimul an din deceniul 2020-2029.

## Evenimente anticipate
- 13 aprilie: Asteroidul 99942 Apophis va trece prin apropierea Pământului.[1]
- Nava spațială New Horizons va părăsi sistemul solar.